# Wrightie
Wrightie (Wrightia) je rod rostlin z čeledi toješťovité. Jsou to dřeviny s jednoduchými vstřícnými listy a poměrně velkými květy. Plody jsou úzké a dlouhé měchýřky. Rod zahrnuje asi 30 druhů a je rozšířen v tropech Starého světa. Některé druhy jsou lokálně těženy pro dřevo, poskytují modré barvivo indigo nebo jsou využívány v medicíně. Jsou také pěstovány jako okrasné dřeviny.

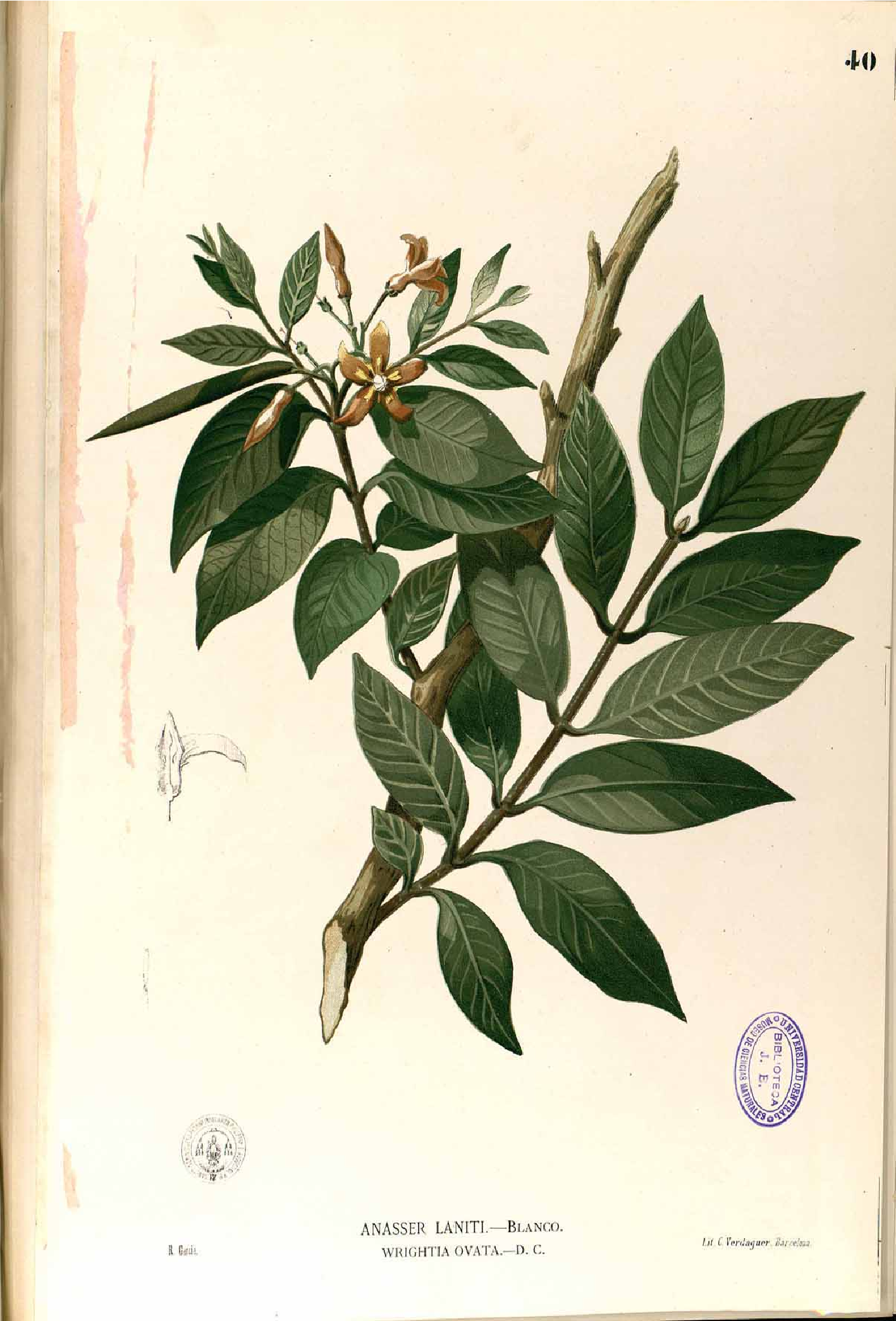
Kresba Wrightia pubescens z 80. let 19. století

## Popis
Wrightie jsou stálezelené nebo opadavé keře a stromy, dorůstající výšky až 20, výjimečně i 40 metrů. Stromovité druhy mají oblý kmen bez kořenových náběhů. Větévky jsou u většiny druhů tenké. Listy jsou jednoduché, vstřícné, celokrajné, řapíkaté, o délce od 2 do 24 cm. Rostliny při poranění roní bílý nebo žlutý latex. Květenství jsou vrcholové nebo úžlabní, chudé nebo mnohokvěté vrcholíky. Květy jsou oboupohlavné a dosti velké. Kalich téměř k bázi členěný na 5 laloků, na bázi jsou na vnitřní straně šupinovité žlázky. Koruna je miskovitá, nálevkovitá nebo kolovitá, s válcovitou až zvonkovitou korunní trubkou. Laloky koruny se překrývají směrem doleva. Pakorunka je miskovitá, jazýčkatá nebo třásnitá, u některých druhů (W. religiosa) chybí. Tyčinky jsou většinou přirostlé v polovině korunní trubky nebo v její horní části, zřídka dole. Prašníky jsou střelovité, spojené s bliznovou hlavou, na bázi ostruhaté. Gyneceum je tvořeno 2 volnými nebo srostlými semeníky obsahujícími mnoho vajíček. Čnělka je nitkovitá, zakončená vejcovitou bliznovou hlavou. Plodem je souplodí 2 srostlých nebo volných měchýřků. Měchýřky jsou dlouhé a úzké, na průřezu okrouhlé. Obsahují plochá, čárkovitá semena s dlouhým štětinovitým chmýrem.

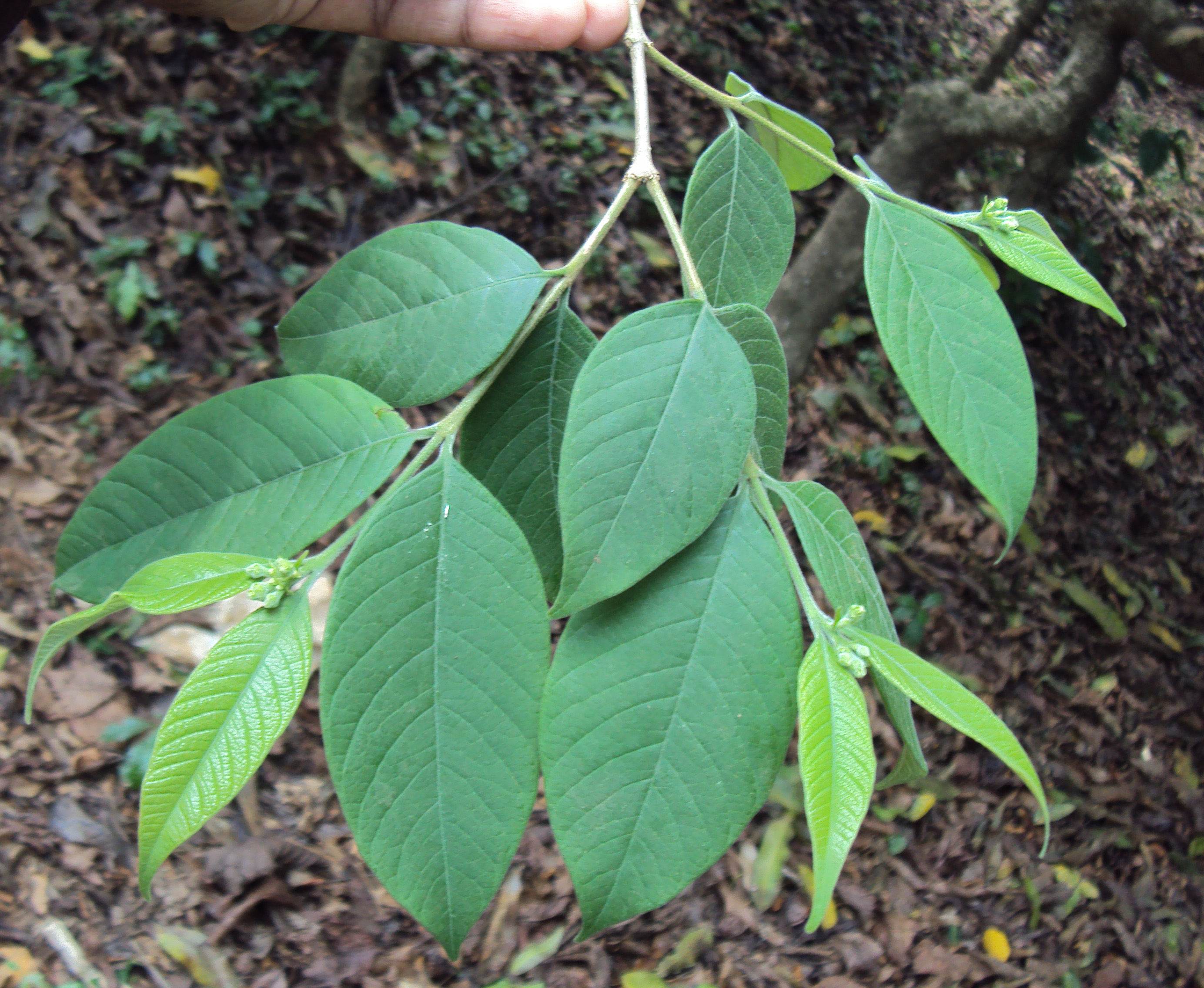
Větévka Wrightia arborea
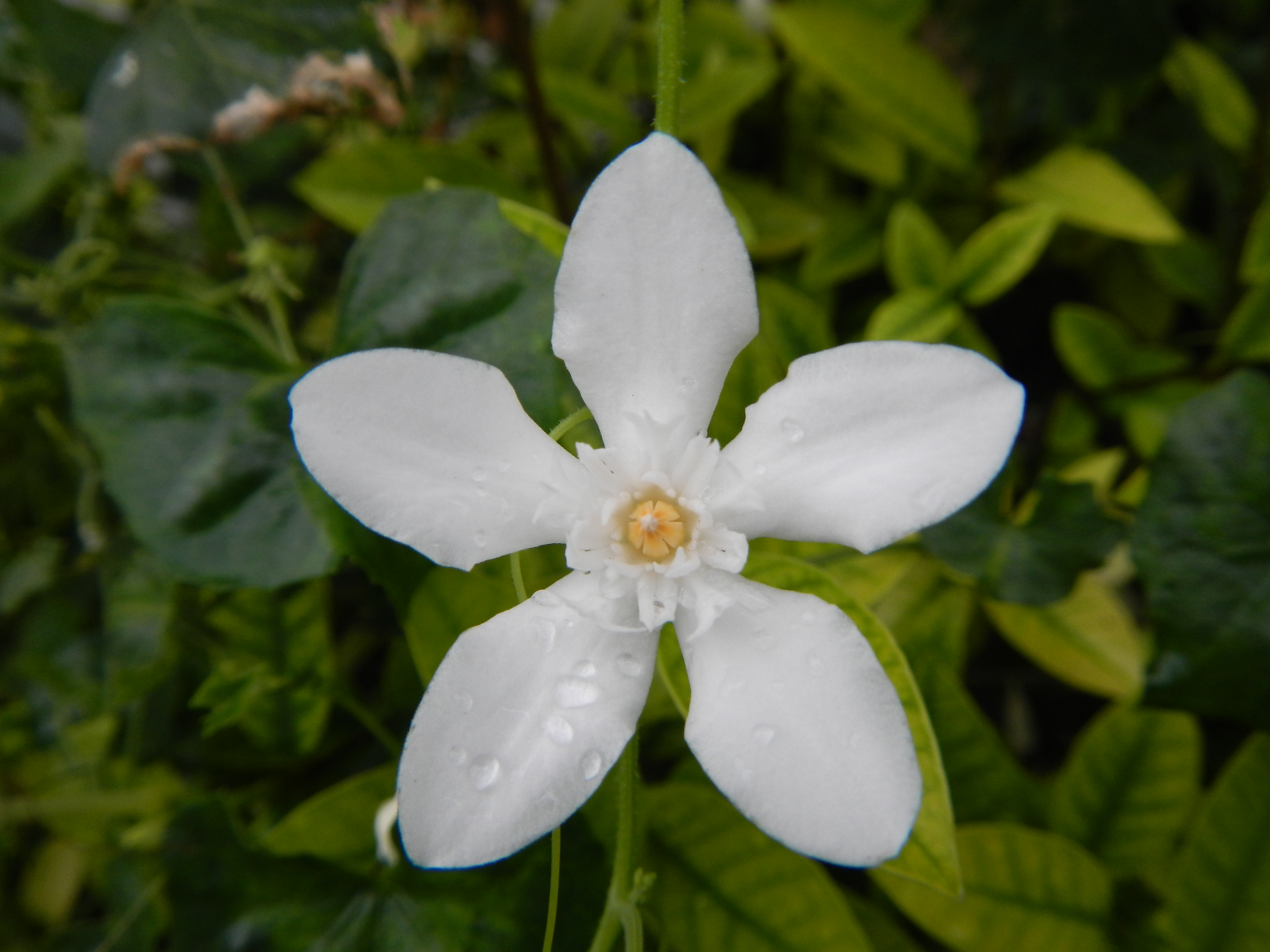
Květ Wrightia antidysenterica
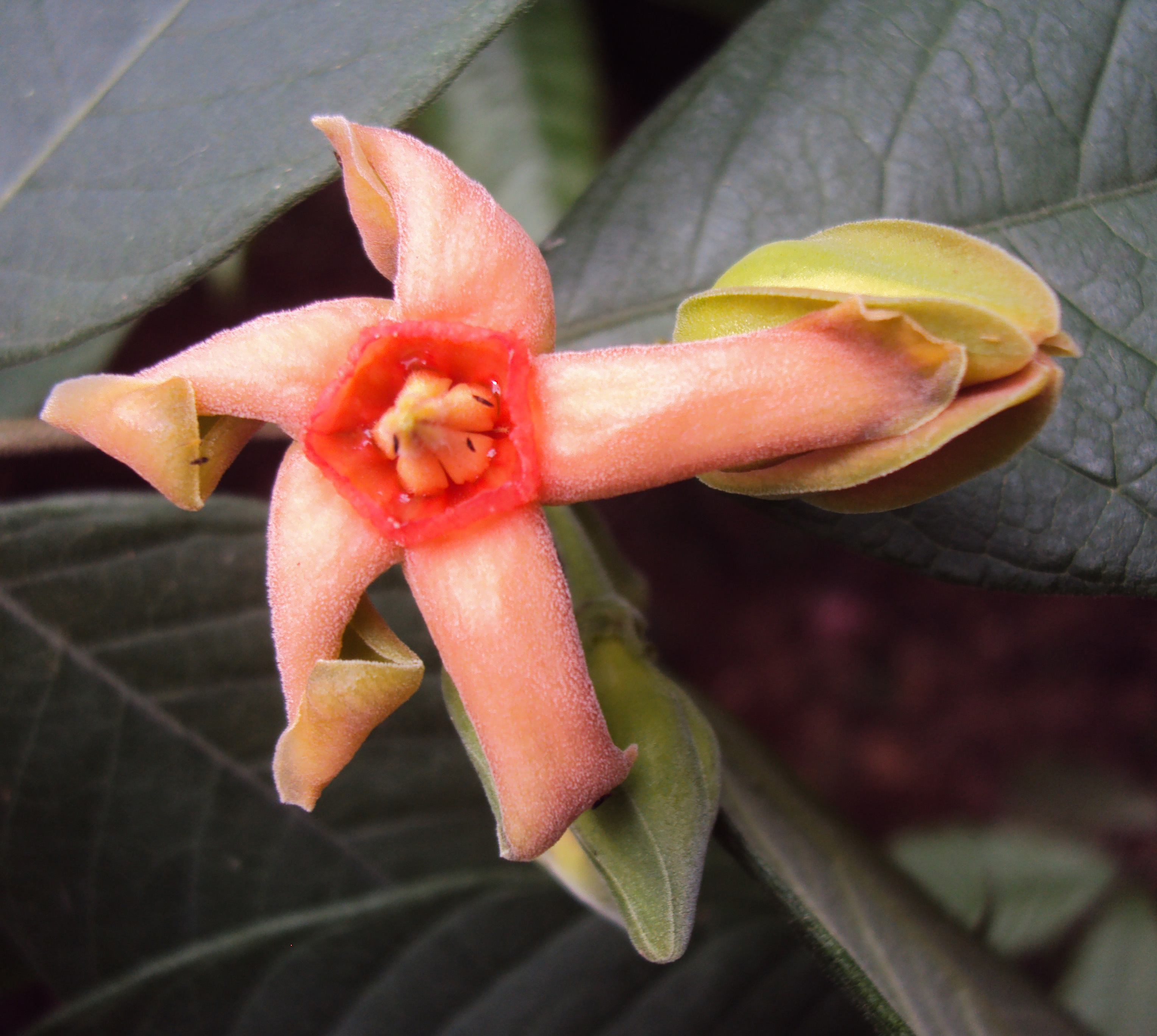
Květ Wrightia arborea
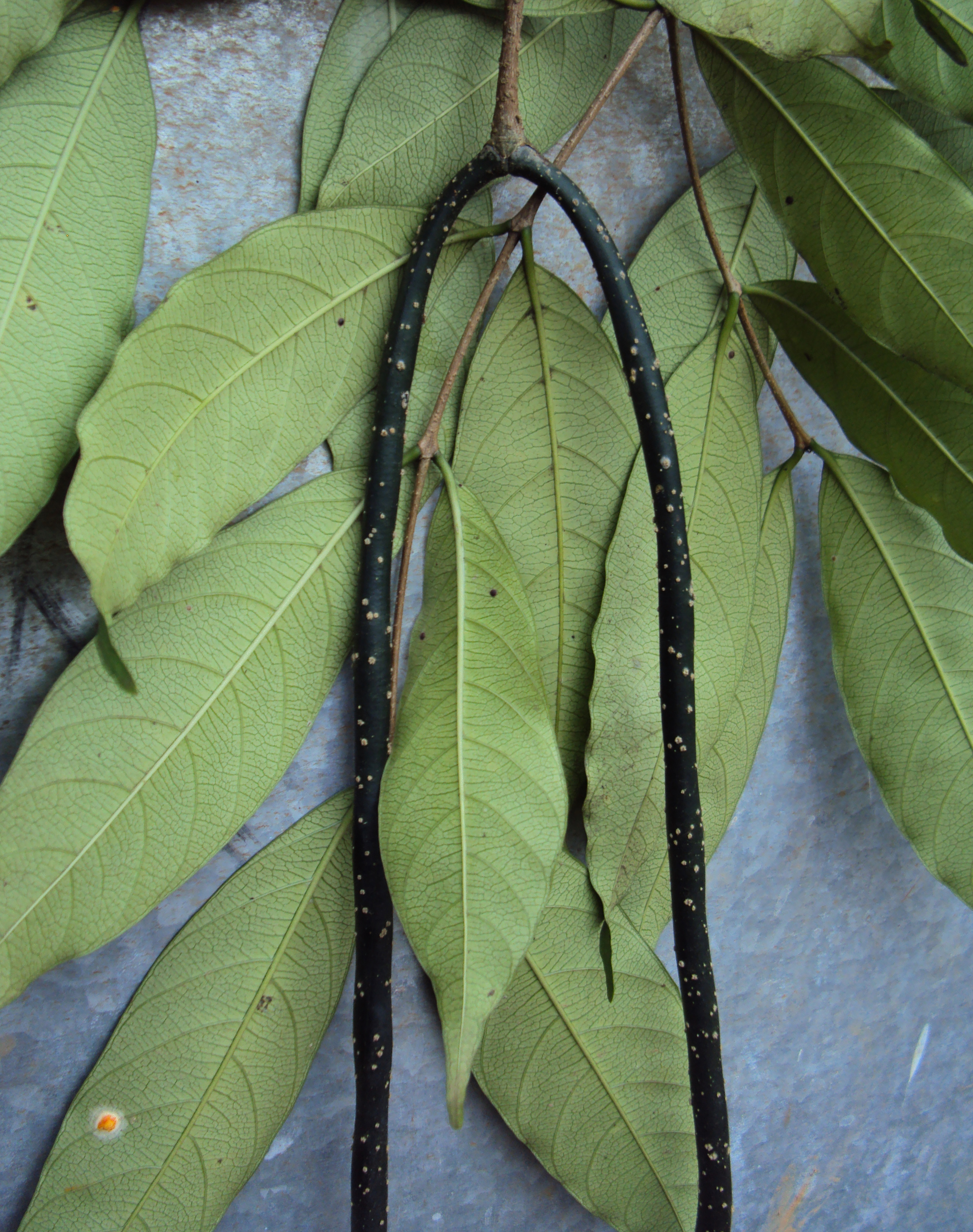
Plod Wrightia tinctoria

## Rozšíření
Rod wrightie zahrnuje asi 23 až 32 druhů. Je rozšířen v tropech Starého světa od Indie po severovýchodní Austrálii a Oceánii a ve východní a jižní Africe. Wrightie se vyskytují v tropických deštných lesích, suchých opadavých lesích i na savanách. Rozsáhlý areál mají zejména druhy W. laevis a W. pubescens. V Africe rostou 2 druhy. W. demartiniana se vyskytuje na savanách východní Afriky, W. natalensis je endemit jihoafrického Natalu.

## Taxonomie
Rod Wrightia popsal v roce 1811 Robert Brown a pojmenoval jej na počest skotského botanika a lékaře Williama Wrighta, který strávil 18 let na ostrově Jamajka. Dva druhy popsal již Carl Linné, řadil je však do rodu oleandr (Nerium).
V současné taxonomii je rod Wrightia spolu s blízce příbuznými rody Stephanostemma a Pleioceras řazen do tribu Wrightieae podčeledi Rauvolfioideae.

Strukturní vzorec beta-amyrinu

## Obsahové látky
Wrightie obsahují řadu účinných látek.
Plody A. tinctoria obsahují cykloartany, cykloartenon and cykloeukalenol, alfa- a beta-amyrin, beta-sitosterol, kyselinu urseolovou aj. V listech je obsažen triterpen beta-amyrin. Kůra obsahuje beta-amyrin, beta-sitosterol a lupeol. V semenech, listech a kořenech jsou obsaženy glukosidy, jejichž rozkladem se tvoří modré barvivo indigo.
Kůra W. tomentosa obsahuje podobně jako kůra Holarrhena antidysenterica alkaloid konesin, který je hlavní účinnou složkou. Z dalších alkaloidů jsou obsaženy holarhin, kurchicin a malé množství konkurchinu. Z dalších látek jsou obsaženy beta-sitosterol, lupeol a alfa-amyrin. Z kůry tohoto druhu byl izolován isoflavon wrightiadion s cytotoxickou aktivitou.

## Význam
Ze semen, listů a kořenů některých druhů wrightie (W. tinctoria, W. tomentosa a W. dubia) je v Indii a Kambodži získáváno barvivo indigo.
Wrightie mají měkké, lehké dřevo s jemnou texturou a některé robustnější druhy (W. pubescens, W. laevis, W. tomentosa, W. tinctoria) jsou lokálně těženy. Druh W. arborea je v tropické Asii pěstován jako okrasný, stínící a pouliční strom. Druhy W. antidysenterica a W. religiosa mají pohledné vonné květy a jsou pěstovány jako okrasné dřeviny. W. religiosa se pěstuje i jako bonsaj.
Šťáva W. tinctoria se v Indii používala k prodloužení trvanlivosti mléka. Vlákna z kůry W. religiosa slouží v Číně k výrobě papíru a jako náhrada bavlny.
Kůra W. tinctoria je v indické medicíně používána k léčbě úplavice a kožních nemocí a často slouží jako náhrada kůry Holarrhena antidysenterica. Semena se používají proti střevním parazitům. Druhy W. religiosa, W. pubescens a W. laevis jsou využívány v čínské medicíně.

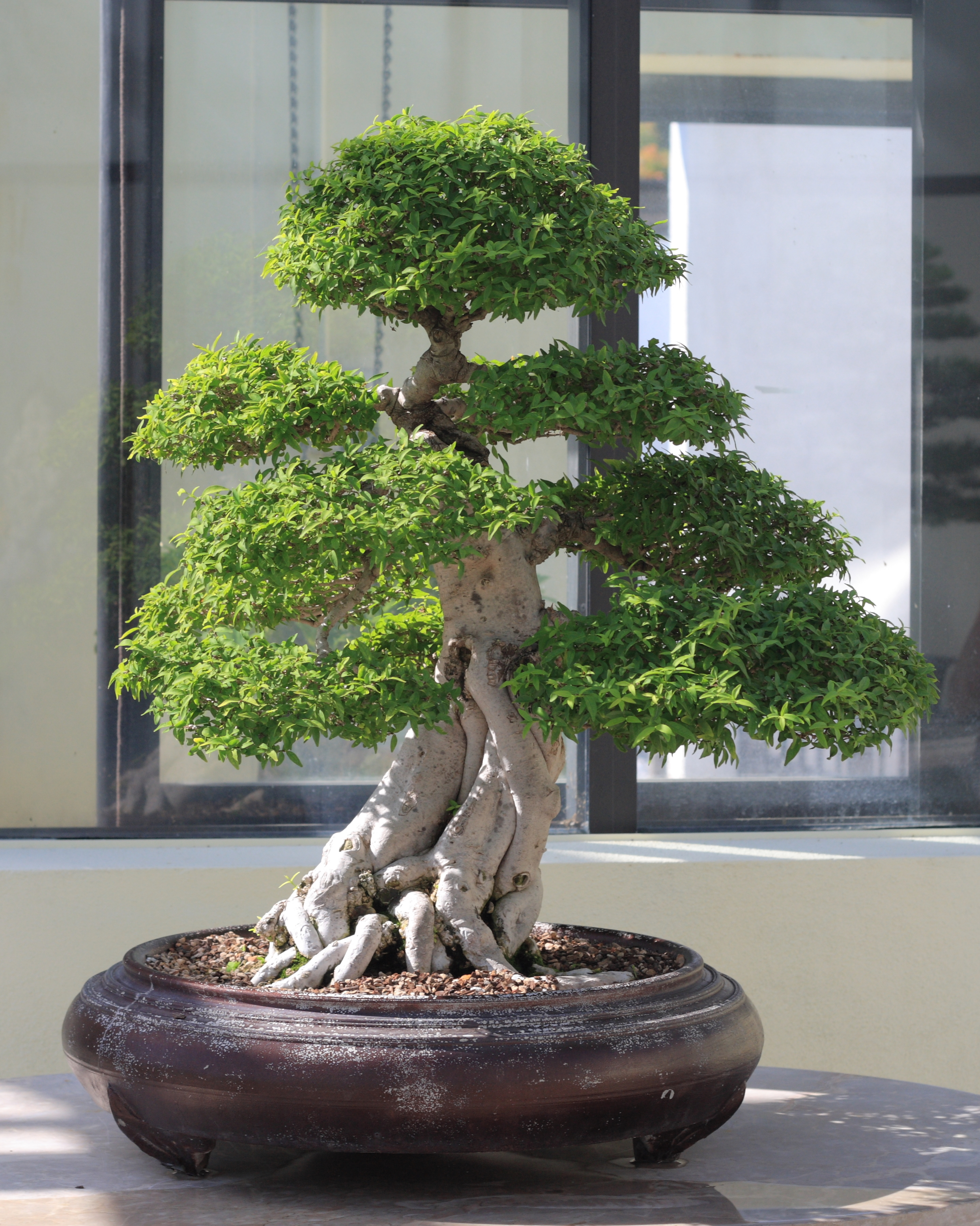
Wrightia religiosa jako bonsaj